# Carlos Alberto Castro
'No confundir con el entrenador Ibaguereño Carlos César Castro.
Carlos Castro Herrera (Turbo, Antioquia, Colombia; 17 de agosto de 1970) es un exfutbolista colombiano. Jugaba de delantero. Se destacó por ser goleador en dos ocasiones de la Categoría Primera A colombiana, jugando para Millonarios; campeón en Colombia con Atlético Nacional (1999) y campeón de la Copa Merconorte con Atlético Nacional (1998) y Millonarios (2001). Ganó en dos ocasiones el 'Botín de Oro' como goleador de los años 2000 (24 goles) y 2001 (28 goles). Carlos  es el tercer jugador con más partidos jugados en la historia del DIM (283) y el tercer goleador histórico (con 90 dianas) después de José Vicente Grecco (que anotó 92) y German Ezequiel Cano (que lleva hasta el momento 126).
Su hijo Carlos Daniel Castro es actualmente jugador del Independiente Medellín donde milita como lateral izquierdo o extremo.

## Selección Colombia
Integró el representativo nacional que disputó el Mundial juvenil de Arabia Saudita en 1989 (juegos frente a Costa Rica, Siria, Unión Soviética y Portugal) y participó en las Eliminatorias Mundialistas para Corea y Japón 2002 (los dos partidos frente a Paraguay y uno frente a Chile).

### Participaciones enEliminatorias al Mundial
| Eliminatoria                                | Sede del Mundial      | Posición      | Resultado | PJ | GA | Asis |
| ------------------------------------------- | --------------------- | ------------- | --------- | -- | -- | ---- |
| Eliminatorias Mundial de Corea y Japón 2002 | Corea del Sur y Japón | 6°lugar 27pts | Eliminado | 3  | 0  | 0    |

## Estadísticas
Actualizado hasta el final de su carrera.

### Clubes
| Club                                         | Div.       | Temporada  | Liga  | Liga  | Copas | Copas | Internacional | Internacional | Total | Total |
| Club                                         | Div.       | Temporada  | Part. | Goles | Part. | Goles | Part.         | Goles         | Part. | Goles |
| -------------------------------------------- | ---------- | ---------- | ----- | ----- | ----- | ----- | ------------- | ------------- | ----- | ----- |
| Independiente Medellín · Colombia            | 1.ª        | 1988       |       |       | -     | -     | -             | -             |       |       |
| Independiente Medellín · Colombia            | 1.ª        | 1989       |       |       | -     | -     | -             | -             |       |       |
| Independiente Medellín · Colombia            | 1.ª        | 1990       |       |       | -     | -     | -             | -             |       |       |
| Independiente Medellín · Colombia            | 1.ª        | 1991       |       |       | -     | -     | -             | -             |       |       |
| Independiente Medellín · Colombia            | 1.ª        | 1992       |       |       | -     | -     | -             | -             |       |       |
| Independiente Medellín · Colombia            | 1.ª        | 1993       | 32    | 12    | -     | -     | -             | -             | 32    | 12    |
| Independiente Medellín · Colombia            | 1.ª        | 1994       | 37    | 11    | -     | -     | 9             | 1             | 46    | 12    |
| Independiente Medellín · Colombia            | 1.ª        | A-1995     | 24    | 15    | -     | -     | 1             | 1             | 25    | 16    |
| Junior de Barranquilla · (cedido) · Colombia | 1.ª        | 1995-96    |       |       | -     | -     | 9             | 1             | 9     | 1     |
| Junior de Barranquilla · (cedido) · Colombia | Total club | Total club | 0     | 0     | 0     | 0     | 9             | 1             | 9     | 1     |
| Independiente Medellín · Colombia            | 1.ª        | 1996-97    |       |       | -     | -     | -             | -             |       |       |
| Independiente Medellín · Colombia            | Total club | Total club | 283   | 88    | 0     | 0     | 10            | 2             | 293   | 90    |
| Atlético Nacional · Colombia                 | 1.ª        | A-1997     | 22    | 14    | -     | -     | 8             | 3             | 30    | 17    |
| Atlético Nacional · Colombia                 | 1.ª        | 1998       | 40    | 4     | -     | -     | 1             | 1             | 41    | 5     |
| Atlético Nacional · Colombia                 | 1.ª        | 1999       | 28    | 0     | -     | -     | 2             | 1             | 30    | 1     |
| Atlético Nacional · Colombia                 | Total club | Total club | 90    | 18    | 0     | 0     | 11            | 5             | 101   | 23    |
| Millonarios · Colombia                       | 1.ª        | 2000       | 36    | 24    | -     | -     | 4             | 0             | 40    | 24    |
| Millonarios · Colombia                       | 1.ª        | 2001       | 43    | 29    | -     | -     | 4             | 1             | 47    | 30    |
| Millonarios · Colombia                       | Total club | Total club | 79    | 53    | 0     | 0     | 8             | 1             | 87    | 54    |
| Club Necaxa · México                         | 1.ª        | C-2002     | 20    | 4     | -     | -     | -             | -             | 20    | 4     |
| Club Necaxa · México                         | 1.ª        | A-2002     | 4     | 1     | -     | -     | -             | -             | 4     | 1     |
| Club Necaxa · México                         | Total club | Total club | 24    | 5     | 0     | 0     | 0             | 0             | 24    | 5     |
| Palmeiras · Brasil                           | 1.ª        | 2003       | 0     | 0     | -     | -     | -             | -             | 0     | 0     |
| Palmeiras · Brasil                           | Total club | Total club | 0     | 0     | 0     | 0     | 0             | 0             | 0     | 0     |
| Deportivo Pereira · Colombia                 | 1.ª        | 2003       | 14    | 8     | -     | -     | -             | -             | 14    | 8     |
| Deportivo Pereira · Colombia                 | Total club | Total club | 14    | 8     | 0     | 0     | 0             | 0             | 14    | 8     |
| Bajo Cauca FC · Colombia                     | 2.ª        | 2004       |       |       | -     | -     | -             | -             |       |       |
| Bajo Cauca FC · Colombia                     | 2.ª        | 2005       | 18    | 18    | -     | -     | -             | -             | 18    | 18    |
| Bajo Cauca FC · Colombia                     | 2.ª        | 2006       |       |       | -     | -     | -             | -             |       |       |
| Bajo Cauca FC · Colombia                     | Total club | Total club | 18    | 18    | 0     | 0     | 0             | 0             | 18    | 18    |

### Selección
| Selección                | Año                      | Partidos | Goles |
| ------------------------ | ------------------------ | -------- | ----- |
| Colombia Mayores         | 1995                     | 3        | 0     |
| Colombia Mayores         | 2000                     | 2        | 0     |
| Colombia Mayores         | 2001                     | 5        | 0     |
| Total                    | Total                    | 10       | 0     |
| Total Selección Colombia | Total Selección Colombia | 10       | 0     |

### Tripletes
| 1 | 10 de julio de 1997     | Estadio Atanasio Girardot | Atlético Nacional - Independiente Medellín |  | 4 - 2 | Primera División de Colombia |
| 2 | 16 de julio de 1997     | Estadio Atanasio Girardot | Atlético Nacional - Deportivo Unicosta     |  | 5 - 0 | Primera División de Colombia |
| 3 | 10 de febrero de 2001   | Estadio El Campin         | Millonarios - América de Cali              |  | 4 - 1 | Primera División de Colombia |
| 4 | 9 de septiembre de 2001 | Estadio El Campin         | Millonarios - Santa Fe                     |  | 3 - 1 | Primera División de Colombia |

## Palmarés

### Campeonatos nacionales
| Título                | Club              | País     | Año  |
| --------------------- | ----------------- | -------- | ---- |
| Campeonato colombiano | Atlético Nacional | Colombia | 1999 |

### Copas internacionales
| Título              | Club              | Sede      | Año  |
| ------------------- | ----------------- | --------- | ---- |
| Copa Interamericana | Atlético Nacional | San José  | 1997 |
| Copa Merconorte     | Atlético Nacional | Cali      | 1998 |
| Copa Merconorte     | Millonarios       | Guayaquil | 2001 |

### Distinciones individuales
| Distinción                                                       | Año       |
| ---------------------------------------------------------------- | --------- |
| Segundo goleador histórico del Independiente Medellín (91 goles) | 1988-1997 |
| Goleador del Campeonato colombiano (24 goles).                   | 2000      |
| Goleador del Campeonato colombiano (29 goles)                    | 2001      |